# 405 (numero)
Quattrocentocinque (405) è il numero naturale dopo il 404 e prima del 406.

## Proprietà matematiche
- È un numero dispari.
- È un composto da 8 divisori: 1, 3, 5, 9, 15, 27, 81, 135, 405. Poiché la somma dei suoi divisori (escluso il numero stesso) è 276 < 405, è un numero difettivo.
- È il 9° numero piramidale pentagonale.
- È un numero di Harshad (in base 10), cioè è divisibile per la somma delle sue cifre.
- È un numero palindromo nel sistema di numerazione posizionale a base 13 (252).
- È un numero congruente.
- È parte delle terne pitagoriche (216, 405, 459), (243, 324, 405), (252, 405, 477), (405, 540, 675), (405, 972, 1053), (405, 1056, 1131), (405, 1800, 1845), (405, 3024, 3051), (405, 3268, 3293), (405, 5460, 5475), (405, 9108, 9117), (405, 16400, 16405), (405, 27336, 27339), (405, 82012, 82013).

## Astronomia
- 405P/Lemmon è una cometa periodica del sistema solare.
- 405 Thia è un asteroide della fascia principale del sistema solare.
- NGC 405 è una stella doppia della costellazione della Fenice.

## Astronautica
- Cosmos 405 è un satellite artificiale russo.